# Laurent Couraire-Delage
Laurent Couraire-Delage (París, 24 de junio de 1958) es un deportista francés que compitió en vela en las clases 470 y Flying Dutchman.
Ganó dos medallas de plata en el Campeonato Mundial de 470, en los años 1979 y 1980, y una medalla de bronce en el Campeonato Mundial de Flying Dutchman de 1984.

## Palmarés internacional
| Campeonato Mundial | Campeonato Mundial       | Campeonato Mundial | Campeonato Mundial |
| Año                | Lugar                    | Medalla            | Clase              |
| ------------------ | ------------------------ | ------------------ | ------------------ |
| 1979               | Medemblik (Países Bajos) | Medalla de plata   | 470                |
| 1980               | Porto Alegre (Brasil)    | Medalla de plata   | 470                |

| Campeonato Mundial | Campeonato Mundial    | Campeonato Mundial | Campeonato Mundial |
| Año                | Lugar                 | Medalla            | Clase              |
| ------------------ | --------------------- | ------------------ | ------------------ |
| 1984               | La Rochelle (Francia) | Medalla de bronce  | Flying Dutchman    |